# Lepidoblepharis miyatai
Lepidoblepharis miyatai är en ödleart som beskrevs av  William W. Lamar 1985. Lepidoblepharis miyatai ingår i släktet Lepidoblepharis och familjen geckoödlor. Inga underarter finns listade i Catalogue of Life.